# Rhododendron mogeanum
Rhododendron mogeanum är en ljungväxtart som beskrevs av Graham Charles George Argent. Rhododendron mogeanum ingår i släktet rododendron, och familjen ljungväxter. Inga underarter finns listade i Catalogue of Life.